# يان ماكفرلين
يان ماكفرلين (بالإنجليزية: Ian McFarlane)‏ هو صحفي الموسيقى أسترالي، ولد في 1959 في أستراليا.

## وصلات خارجية
- يان ماكفرلين على موقع ميوزك برينز (الإنجليزية)
- يان ماكفرلين على موقع ديسكوغز (الإنجليزية)